# Intelligent Speed Adaption
Intelligent Speed Adaption (auch: Intelligent Speed Adaptation oder Intelligent Speed Assistance) (ISA) (deutsch: Intelligente Geschwindigkeitsassistenz) ist ein Fahrerassistenzsystem zur Unterstützung des Fahrers bei der Einhaltung des aktuellen Geschwindigkeitslimits auf dem gerade befahrenen Straßenabschnitt. Autofahrer werden über eine Rückmeldung des Autos darauf hingewiesen, wenn sie die zulässige Höchstgeschwindigkeit überschreiten. Schnelleres Fahren ist immer noch möglich, etwa um beim Überholen dem Gegenverkehr rechtzeitig ausweichen zu können. ISA darf dafür übersteuert oder ganz abgestellt werden. Die ISA-Technik sieht zudem keine Betätigung der Bremse vor.

## Nutzen
ISA kann durch seinen Beitrag zum Respektieren von Tempolimits durch Autofahrer den Straßenverkehr sicherer, flüssiger und leiser machen. Das Assistenzsystem kann dadurch helfen, Treibstoff zu sparen und die Feinstaub- und CO2-Emissionen zu senken. Mit ISA könnte die Zahl der schweren Unfälle um bis zu ein Viertel reduziert werden, die der tödlichen um 30 Prozent. ISA gilt als das effektivste Mittel zur Verringerung von Unfalltoten im Straßenverkehr.
Autofahrer profitieren von ISA zusätzlich durch eine geringere Wahrscheinlichkeit, geblitzt zu werden.

## Kosten
Ein Großteil der für ISA notwendigen Technologie gehört bei Neuwagen bereits zur Standardausstattung. So müssen alle Neufahrzeuge in der EU seit März 2018 über das Notrufsystem eCall mit integriertem GPS verfügen. Da auch viele Neufahrzeuge bereits über Spurhalteassistenten, kamerabasierte Geschwindigkeitsregelanlage sowie Verkehrszeichenerkennung verfügen, schätzt die Europäische Kommission die Zusatzkosten für ISA auf 47 bis 62 Euro pro Fahrzeug.

## Typen
Die Geschwindigkeitslimits sind entweder in einer digitalen Karte im Navigationssystem abgespeichert und/oder werden durch eine Verkehrszeichenerkennung ermittelt. Während bei digitalen Karten kurzfristige Änderungen der erlaubten Geschwindigkeit, zum Beispiel an Baustellen, nur mit hohem Aufwand aktualisiert werden können, kämpfen Verkehrszeichenerkennungen sowohl mit der Zuordnung der erkannten Zeichen zur richtigen Fahrspur als auch mit der korrekten Erkennung von verschmutzten oder beschädigten Verkehrszeichen.
Es wird zwischen drei Typen des ISA unterschieden:
- Der „offene ISA“ warnt den Fahrer mittels eines Tons oder einer Warnlampe, dass die zulässige Höchstgeschwindigkeit überschritten wurde. Der Fahrer entscheidet komplett selbst, ob er weiterhin beschleunigt oder nicht. Diese Variante ist als sogenanntes Speed-Limit-Info-System bekannt.
- Der „halb-offene ISA“ erhöht (per Force Feedback) den Gegendruck des Fahrpedals, wenn das Tempolimit überschritten wurde. Die Geschwindigkeit beizubehalten, ist möglich, aber unkomfortabel.
- Der „geschlossene ISA“ beschränkt die Geschwindigkeit automatisch durch eine Drosselung der Fahrleistung des Motors, sobald die zulässige Höchstgeschwindigkeit überschritten wurde.

Zusätzlich zu den drei Typen kann sich auch die Art und Weise der dauerhaften Abschaltung des ISA im Auto unterscheiden. Eine jederzeit mögliche Abschaltung auf Knopfdruck oder eine Deaktivierung nur bei ausgeschaltetem Motor durch Drücken mehrerer Tasten sind die beiden meistdiskutierten Varianten.

## Pflichteinbau
Um die Anzahl von Unfällen zu reduzieren, wurde ISA in der EU ab 6. Juli 2022 zur Pflicht für neue Automodelle. Ab dem 7. Juli 2024 gilt dies für alle erstmals in der EU zugelassene Kraftfahrzeuge.
Über die Details herrschte jedoch Uneinigkeit. Die ETSC befürwortete gemeinsam mit acht weiteren Organisationen sowie Schweden, Großbritannien, Belgien und Irland den „geschlossenen ISA“, Deutschland, Italien und Frankreich den „offenen ISA“.